# Diadelia granulipennis
Diadelia granulipennis är en skalbaggsart som beskrevs av Stefan von Breuning 1957. Diadelia granulipennis ingår i släktet Diadelia och familjen långhorningar.
Artens utbredningsområde är Madagaskar. Inga underarter finns listade i Catalogue of Life.